# 薛氏綿蚜
薛氏綿蚜（学名：Ceratovacuna silvestrii）为扁蚜科粉角扁蚜屬下的一个种。